# Герман Геєрманс

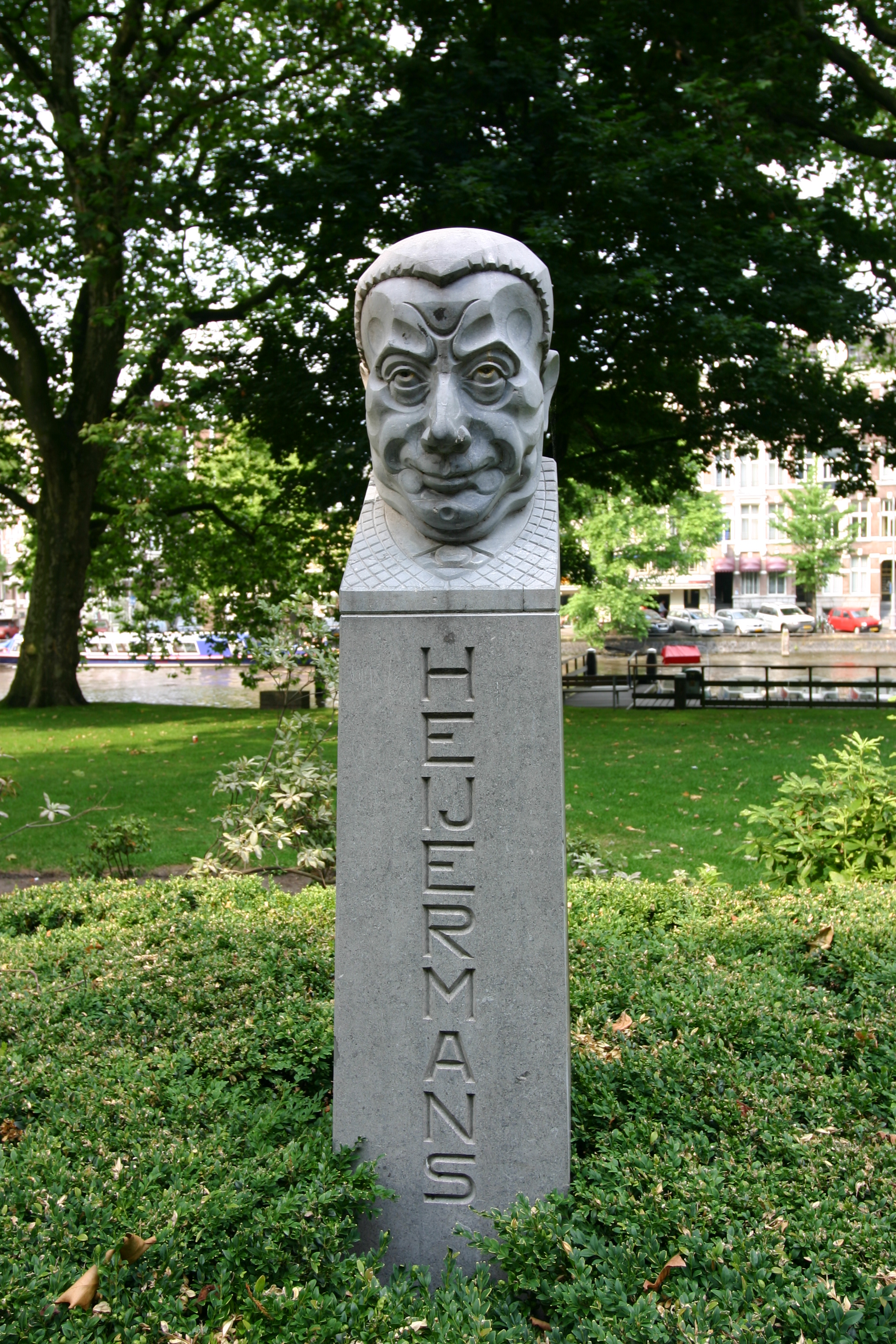
Пам'ятник Герману Геєрмансу (1935) в Амстердамі

Герман Геєрманс (нід. Herman Heijermans) [псевдонім — Самюел Фалкланд нід. Samuel Falkland] (3 грудня 1864, Роттердам — 22 листопада 1924, Зандворт) — нідерландський письменник.

## Життєпис
З 1895 року — член Соціал-демократичної робітничої партії Нідерландів (СДРПН). Редактор журналу «De Jonge Gids» (1897—1901). Прозові твори Геєрманса, найкращий з яких — роман «Місто діамантів» (1904, рос. пер. 1904), характеризуються соціально-критичною спрямованістю. У драмах «Гетто» (1899), «Сьома заповідь» (1900), «Всіх скорботних» (1905) критикував моральні підвалини суспільства. Боротьбі трудящих присвячені п'єси «Загибель „Надії“» (1901, рос. пер. 1925), «Глюкауф!» (1911). У драмах Геєрманса помітний вплив натуралізму і символізму; найкращим п'єсам властиві реалістичні риси. У п'єсах «Сонце, що сходить» (1908) і «Єва Бонер» (1919) позначилося прагнення Геєрманса знайти опору у стоїчній мудрості. Автор сатиричної алегорії «Мудрий кіт» (1920).

## Твори
- Toneelwerken, dl 1—3, Arnst., 1965;
- Kamertjeszonde, Amst., 1966;
- Droompaard en andere falklandjes, 6 dr., Amst., 1968;

Українські переклади:
- Надія. X.- К., 1924.

У російському перекладі:
- Глаза, или Необычайные приключения Иоба, СПБ, 1911;
- В работе, М., 1904;
- Новое солнце, СПБ, 1911.